# Cục Chính sách Công an nhân dân Việt Nam
Cục Chính sách (X33) trực thuộc Tổng cục Chính trị Công an nhân dân có chức năng tham mưu giúp Tổng cục trưởng, Bộ trưởng Bộ Công an thống nhất quản lý và chỉ đạo công tác chính sách trong toàn ngành công an

## Lãnh đạo hiện nay
- Cục trưởng: Thiếu tướng, Phạm Xuân Bình

## Cục trưởng qua các thời kỳ
- Phạm Xuân Bình, Thiếu tướng[1]